# Minister für Regionale Entwicklung (Israel)
Der Minister für Regionale Entwicklung (hebräisch שר לפיתוח אזורי, Sar LePituach Asori) ist Teil des israelischen Kabinetts, der im März 2009 nach der Bildung der Regierung geschaffen wurde. Vom 6. Juli 1999 bis 28. Februar 2003 gab es den Minister für Regionale Zusammenarbeit, der aber unter der Regierung von Ariel Sharon im Jahre 2003 abgeschafft wurde.

## Minister
| Minister           | Partei             | Regierung | Amtsdauer                          |
| ------------------ | ------------------ | --------- | ---------------------------------- |
| Schimon Peres      | Jisra'el Achat     | 28.       | 6. Juli 1999 – 7. März 2001        |
| Zipi Livni         | Likud              | 29.       | 7. März 2001 – 29. Aug. 2001       |
| Roni Milo          | Mifleget ha-Merkas | 29.       | 29. Aug. 2001 – 28. Feb. 2003      |
| Silvan Schalom     | Likud              | 32., 33.  | 31. März 2009 – 14. Mai 2015       |
| Benjamin Netanjahu | Likud              | 34.       | 14. Mai 2015 – 26. Dezember 2016   |
| Tzachi Hanegbi     | Likud              | 34.       | 26. Dezember 2016 – 17. Mai 2020   |
| Gilad Erdan        | Likud              | 35.       | 17. Mai 2020 – 5. Juli 2020        |
| Ofir Akunis        | Likud              | 35.       | 5. Juli 2020 – 13. Juni 2021       |
| Esawi Frej         | Meretz             | 36.       | 13. Juni 2021 – 29. Dezember 2022  |
| Yoav Kisch         | Likud              | 37.       | seit 29. Dezember 2022 – amtierend |